# Esperimento dello Schiehallion

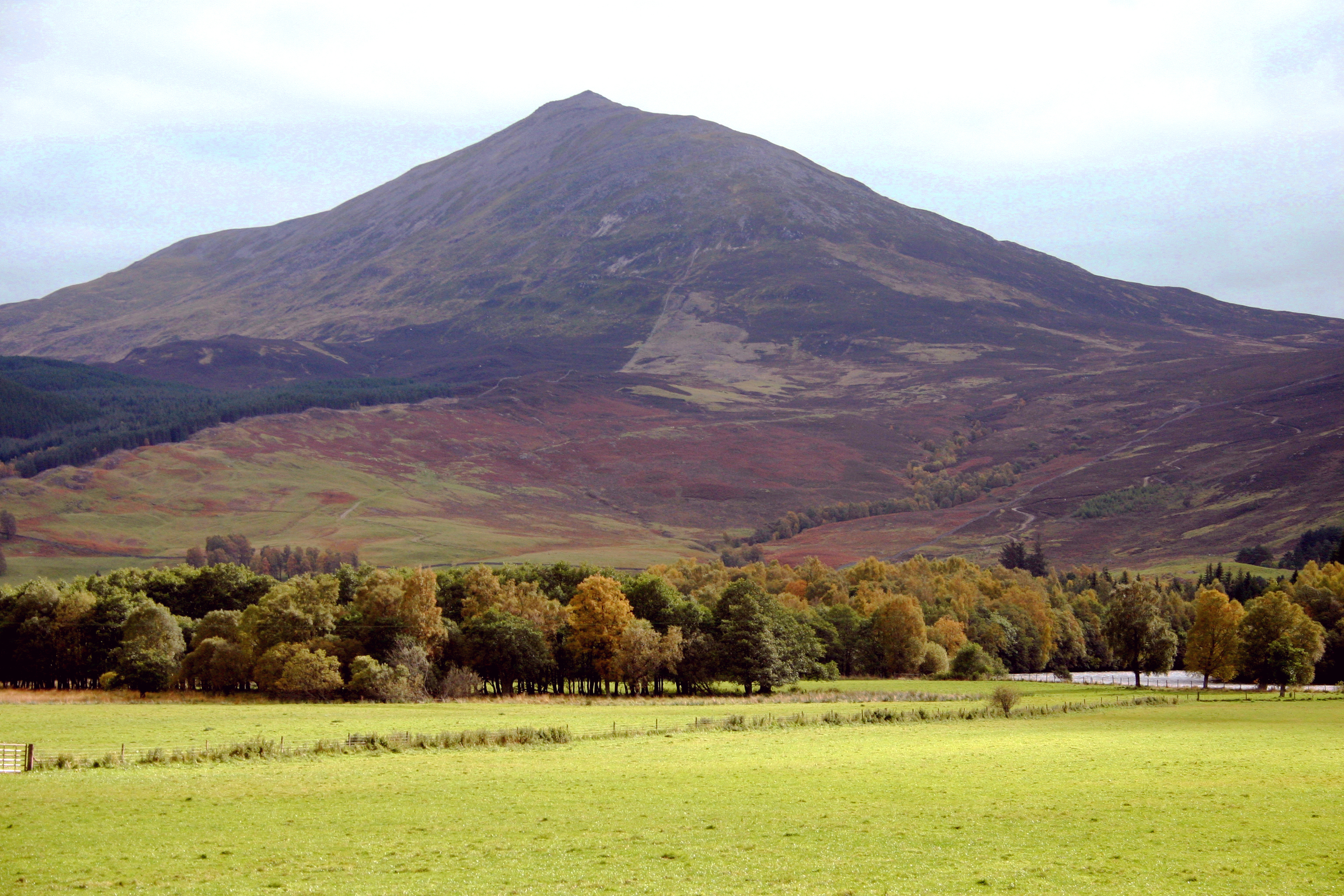
La posizione isolata dello Schiehallion e la sua forma simmetrica si prestarono bene all'esperimento

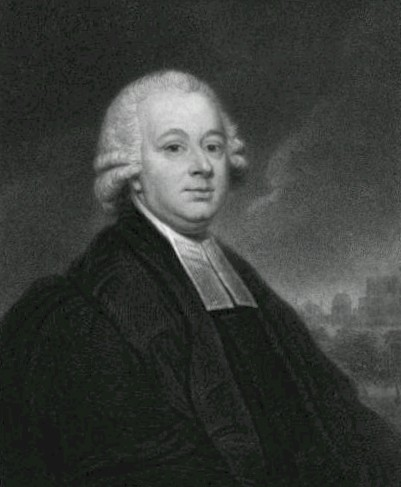
Nevil Maskelyne, l'astronomo reale britannico che condusse l'esperimento

L'esperimento dello Schiehallion – pensato e progettato in gran parte da Henry Cavendish, ma eseguito dall'astronomo Nevil Maskelyne – fu effettuato nel XVIII secolo per tentare una misurazione della densità della Terra o, utilizzando le parole dello stesso Maskelyne, per rendere «palpabile la gravitazione universale della materia». Finanziato da una sovvenzione della Royal Society, fu condotto nell'estate del 1774 intorno a una montagna scozzese di forma sufficientemente regolare chiamata Schiehallion, nel Perthshire. L'esperimento scientifico consisteva nel misurare la piccola deviazione di un pendolo causata dall'attrazione gravitazionale di una montagna vicina. Dopo una ricerca tra diverse montagne candidate, lo Schiehallion venne considerato il luogo ideale, grazie al suo isolamento e alla forma quasi simmetrica.
L'utilità di un simile esperimento era stata già ispirata da Isaac Newton a dimostrazione pratica della sua teoria della gravitazione, ma da lui stesso in seguito scartata come irrealizzabile. Un altro spunto furono le anomalie nei dati riscontrate durante il tracciamento della linea Mason-Dixon tra la Pennsylvania e il Maryland dell'America coloniale. Gli astronomi inglesi Charles Mason e Jeremiah Dixon, impegnati fra il 1763 e il 1767 a risolvere una disputa di confine fra i due Stati, trovarono nella fase di misurazione molti più errori sistematici e non casuali di quelli previsti, specialmente nell'osservazione della latitudine. Cavendish intuì che fossero stati i monti Allegani a nord-ovest a esercitare una leggera attrazione sulle apparecchiature di rilevamento, influenzando i loro risultati finali, ma non era in grado di valutare, senza un esperimento diretto, quanto fosse intenso questo effetto.
Prendendo spunto dall'apporto teorico di Newton e Cavendish, una squadra di scienziati, tra i quali in particolare Maskelyne, si impegnarono a condurre l'indagine, convinti che l'effetto di deflessione del pendolo sarebbe stato rilevabile. L'angolo di deflessione dipendeva dalla densità relativa tra il volume della Terra e quello della montagna: se fosse stato possibile calcolare la densità e il volume dello Schiehallion, allora si sarebbe potuta calcolare la densità della Terra. Una volta che questa fosse stata nota, allora sarebbe stato possibile ottenere approssimativamente quelle degli altri pianeti, dei loro satelliti naturali, e del Sole, precedentemente conosciute solo in termini di approssimazioni in percentuali relative. Come ulteriore conseguenza vantaggiosa, il concetto di isolinea e particolarmente di isoipsa, ideato per semplificare il processo di rilevazione della montagna, divenne in seguito una tecnica standard in cartografia.

## Contesto storico e concettuale
Nel XVIII secolo la determinazione della densità della Terra costituiva il problema principale di astronomi e geologi, i cui tentativi proposti si rifacevano al cosiddetto "metodo della montagna". La teoria alla base del suddetto sistema di misurazione è che in un campo gravitazionale simmetrico un pendolo pende dritto verso il basso senza subire alcuna deviazione, tuttavia, se una massa sufficientemente grande come una montagna è vicina, la sua attrazione gravitazionale attrarrà il filo a piombo del pendolo formando un angolo rispetto alla verticale. Detto angolo può essere determinato in relazione alla posizione di un qualsiasi oggetto noto, che potrebbe essere una stella, e misurata su entrambi i lati della montagna. Se la massa della montagna potesse essere stabilita in maniera indipendente mediante la determinazione del suo volume e una stima della densità media delle sue rocce, questi valori potrebbero essere estrapolati per fornire la densità media della Terra e, per estensione, la sua massa.
Isaac Newton aveva già considerato l'effetto e proposto l'esperimento nel suo Philosophiae Naturalis Principia Mathematica, ma aveva pessimisticamente pensato che non ci fosse una montagna in grado di produrre una sufficiente deviazione del filo a piombo tale da poter essere misurata:
(Isaac Newton, Philosophiae Naturalis Principia Mathematica, 1687)
Il pessimismo di Newton era infondato: benché i suoi calcoli avessero suggerito una deviazione di meno di 2 minuti d'arco (per una ipotetica montagna di tre miglia di altezza), questo angolo, anche se molto piccolo, avrebbe potuto essere rilevato con gli strumenti di misura dell'epoca.
Un esperimento per validare l'idea di Newton, oltre a produrre ulteriori elementi di prova per la sua legge di gravitazione universale, sarebbe stato in grado di fornire stime della massa e della densità della Terra. Dal momento che le masse degli oggetti astronomici erano conosciute solo in termini di rapporti relativi, la determinazione della massa della Terra sarebbe stata utile per fornire valori ragionevoli per gli altri pianeti, le loro lune e il Sole. I dati avrebbero inoltre permesso di determinare il valore della costante gravitazionale {\displaystyle G} di Newton, anche se questo non era uno degli obiettivi iniziali degli sperimentatori: riferimenti a un valore di {\displaystyle G} non sarebbero apparsi nella letteratura scientifica fino a circa cento anni dopo, tanto da essere quasi qualificati come un anacronismo. Eppure si sarebbe rivelata la conseguenza più notevole, come ebbe a dire nel 1892 lo scienziato Charles V. Boys:
(Charles Vernon Boys)

## La scelta della montagna

### L'esperimento francese: Chimborazo, 1738

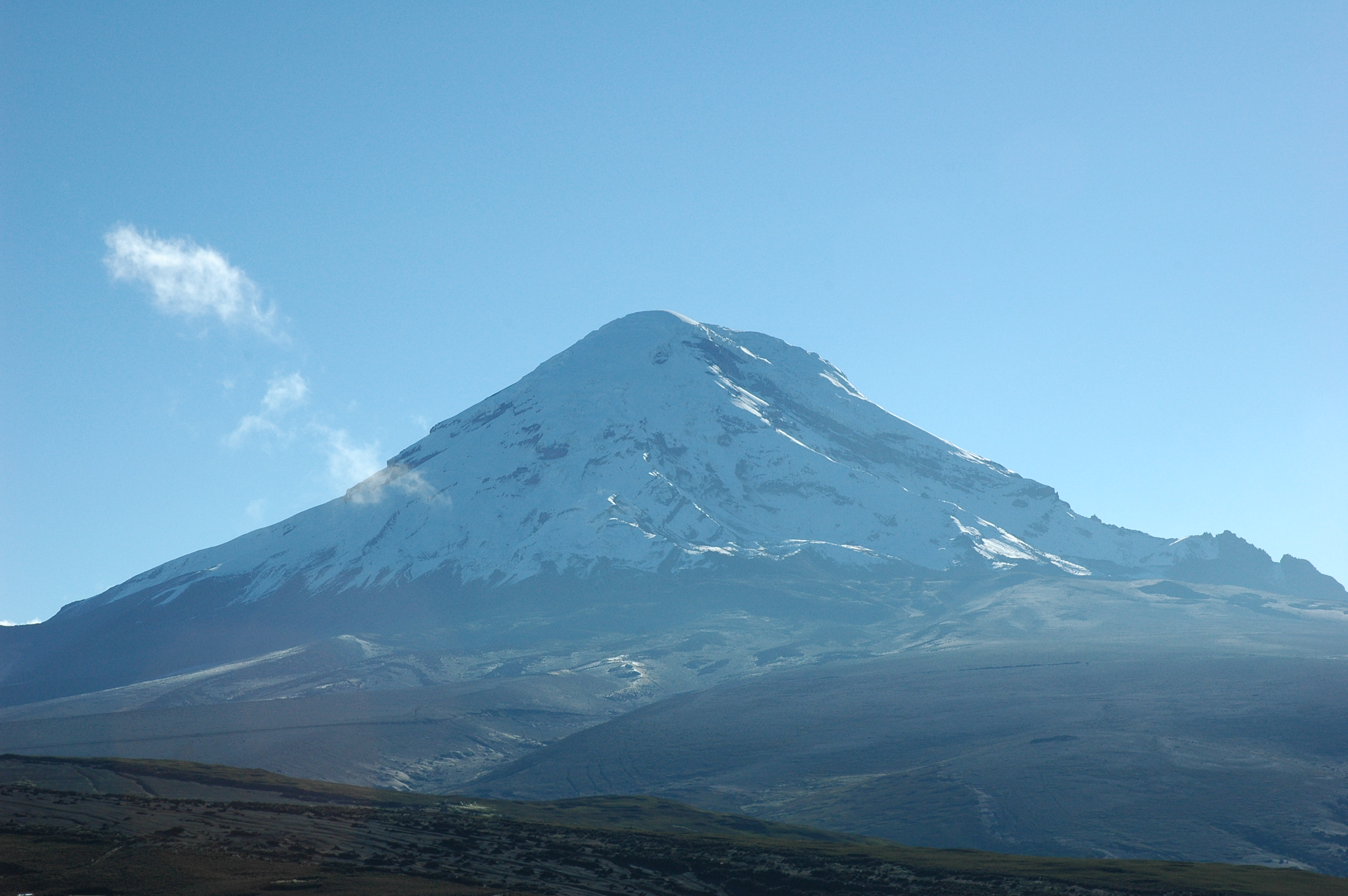
Il vulcano Chimborazo visto da ovest

I primi a tentare l'esperimento erano stati due astronomi francesi di nome Pierre Bouguer e Charles Marie de La Condamine, che avevano condotto le loro misure già nel 1738 sul vulcano Chimborazo in Ecuador. La loro spedizione, in realtà, aveva lasciato la Francia per il Sud America nel 1735 per cercare di misurare la lunghezza dell'arco meridiano a un grado di latitudine, vicino all'equatore, ma approfittarono dell'occasione per tentare l'esperimento di deviazione del pendolo.
Nel dicembre del 1738, in condizioni molto difficili di terreno e di clima, condussero un paio di misurazioni alle altitudini di 4 680 e 4 340 m, osservando e misurando l'angolo di deviazione del filo a piombo rispetto a dieci stelle particolarmente luminose, tra cui Sirio e Aldebaran. Si spostarono quindi quattro miglia verso ovest, lontano dall'effetto gravitazionale della montagna, e misurarono nuovamente la deviazione del filo a piombo rispetto alle stesse dieci stelle per stabilire ove restasse sulla verticale. A causa del freddo estremo, del maltempo e a vari problemi con gli strumenti, gli scienziati non raggiunsero la precisione sperata. Bouguer aveva inizialmente stimato che il filo a piombo sarebbe stato deviato di 1 minuto e 43 secondi d'arco, ma la deviazione realmente osservata fu solo di 7 secondi, che risultò essere presumibilmente troppo piccola data l'attrazione gravitazionale che sarebbe dovuta risultare da una montagna di enormi dimensioni come il Chimborazo. Bouguer scrisse in un articolo del 1749 che essi erano stati comunque in grado di rilevare alla fine una deviazione di 8 secondi d'arco, ma minimizzò il significato dei loro risultati, suggerendo che sarebbe stato meglio ripetere l'esperimento in condizioni meno estreme, magari in Francia o in Inghilterra. Egli aggiunse inoltre che l'esperimento aveva almeno dimostrato che la Terra non poteva essere un guscio vuoto, come alcuni pensatori, tra cui Edmond Halley, avevano suggerito in quegli anni.
In seguito fu riconosciuto a Bouguer il merito di essere stato il primo ad aver verificato la teoria di Newton e ad aver dato un contributo fondamentale, avendo per primo rilevato le piccole variazioni regionali nel campo gravitazionale della Terra derivanti da variazioni di densità delle rocce sottostanti, ai primi passi nella comprensione della composizione della crosta terrestre.

### L'esperimento di Maskelyne: Schiehallion, 1774

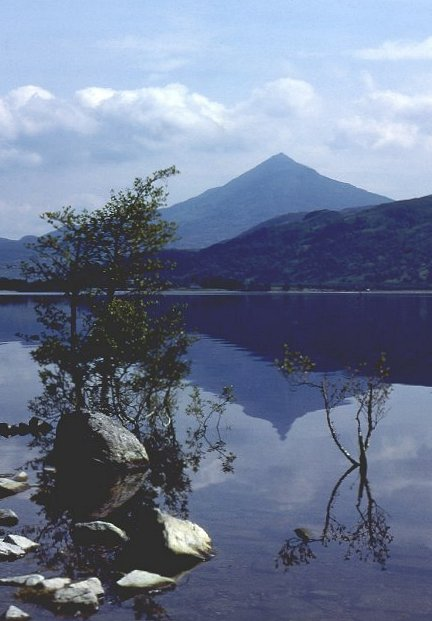
La simmetria dello Schiehallion vista dal Loch Rannoch

Tra il 1763 e il 1767, durante le operazioni per tracciare la linea Mason-Dixon tra gli Stati della Pennsylvania e del Maryland, gli astronomi inglesi riscontrarono molti più errori sistematici e non casuali di quelli che normalmente ci si aspettava, allungando di molto rispetto al previsto il lavoro di rilievo. Quando queste informazioni arrivarono ai membri della Royal Society, Henry Cavendish si rese conto che il fenomeno poteva essere stato dovuto alla forza di attrazione gravitazionale dei monti Allegani, che aveva probabilmente deviato i fili a piombo dei teodoliti e i liquidi nelle livelle a bolla. Fu però Nevil Maskelyne a proporre tenacemente dal 1772 alla Royal Society di procedere alla misurazione della forza gravitazionale indotta da una montagna che causava questa deformazione su un filo a piombo posto nelle vicinanze, sostenendo che l'esperimento «avrebbe fatto onore alla nazione dove sarebbe stato eseguito». Egli stesso propose Whernside nello Yorkshire, o il massiccio Blencathra-Skiddaw nel Cumberland come siti adatti. La Royal Society costituì un'apposita commissione per esaminare la questione, nominando lo stesso Maskelyne, Joseph Banks, Benjamin Franklin e Henry Cavendish tra i suoi membri.
Nell'estate del 1773 il comitato incaricò della ricerca di un luogo adatto a eseguire l'esperimento tra l'Inghilterra e la Scozia l'astronomo e perito topografo Charles Mason – che era nel frattempo ritornato in patria dopo aver concluso i suoi rilievi nelle colonie americane. Mason selezionò la montagna di Schiehallion, un picco di 1 083 metri di altezza tra Loch Tay e Loch Rannoch, nelle Highlands scozzesi centrali. La montagna presentava il vantaggio di trovarsi isolata da qualsiasi collina vicina, che avrebbe disturbato la sua influenza gravitazionale, e la sua cresta est-ovest estremamente simmetrica avrebbe semplificato i calcoli. I suoi ripidi versanti settentrionali e meridionali avrebbero inoltre consentito che l'esperimento venisse eseguito vicino al suo centro di massa, massimizzando l'effetto di deformazione. Lo Schiehallion inoltre, diversamente dal Chimborazo, appariva secondo Maskelyne di costituzione omogenea, «estremamente solida e densa, e sembrava apparentemente composta da un'intera roccia».
Mason tuttavia rifiutò di eseguire il successivo lavoro di rilievo commissionatogli, declinando l'offerta di una ghinea al giorno. L'incarico passò quindi a Maskelyne, al quale fu concessa una dispensa temporanea dalle sue funzioni di astronomo reale. Egli fu aiutato nel suo compito dal matematico Charles Hutton e da Reuben Burrow, un matematico del Reale Osservatorio di Greenwich. Operai furono impiegati per costruire osservatori per gli astronomi e assisterli nel rilevamento. La squadra scientifica era particolarmente ben attrezzata: i loro strumenti astronomici includevano un quadrante in ottone da 12 pollici (30 cm), lo stesso utilizzato nel 1769 da James Cook durante il suo primo viaggio per osservare il transito di Venere davanti al Sole, un telescopio zenitale da 10 piedi (3 m), e un orologio di precisione a pendolo, usato come regolatore per cronometrare le osservazioni astronomiche. Essi avevano inoltre acquisito un teodolite e una catena di Gunter per la rilevazione del monte, oltre che una coppia di barometri per misurare l'altitudine. Generosi finanziamenti per l'esperimento furono inoltre disponibili grazie alla sottoutilizzazione dei fondi concessi da re Giorgio III del Regno Unito per la spedizione per l'osservazione del transito di Venere.

## Misurazioni

### Astronomia

La deviazione è la differenza tra lo zenit reale determinato mediante astrometria, e lo zenit apparente determinato mediante un pendolo

Furono costruiti osservatori a nord e a sud della montagna, oltre che una baracca per ospitare le attrezzature e gli scienziati. La maggior parte della forza lavoro fu tuttavia alloggiata in spartane tende di tela ruvida. Le misurazioni astronomiche di Maskelyne per determinare le distanze zenitali rispetto alla linea a piombo per una serie di stelle nel momento preciso in cui ognuna passava verso sud furono le prime a essere condotte. Le condizioni meteo erano spesso sfavorevoli a causa di nebbia e pioggia, tuttavia, dall'osservatorio sud, Maskelyne fu in grado di prendere 76 misure su 34 stelle in una direzione e poi 93 osservazioni sulle 39 stelle nelle altre. Dal lato nord, condusse poi una serie di 68 osservazioni su 32 stelle e una serie di 100 su altre 37. Effettuando numerose serie di misurazioni con il piano del settore zenit prima verso est e poi verso ovest, evitò con successo eventuali errori sistematici derivanti dalla collimazione del settore.
Per determinare la deviazione dovuta alla montagna, fu necessario tenere conto della curvatura della Terra: un osservatore avrebbe visto lo spostamento zenit locale con lo stesso angolo qualsiasi fosse stato il cambiamento di latitudine. Dopo i necessari aggiustamenti per compensare gli effetti sull'osservazione degli altri fenomeni astronomici, quali precessione, aberrazione della luce e nutazione, Maskelyne dimostrò che la differenza tra lo zenit localmente determinato per osservatori posti a nord e a sud dello Schiehallion era di 54,6 secondi di arco. Dopo che la squadra di rilevamento aveva fornito una differenza di 42,94 secondi d'arco di latitudine tra le due stazioni, egli fu in grado di sottrarre questo valore e, dopo accurati arrotondamenti delle sue osservazioni, annunciò finalmente che la somma delle deviazioni nord e sud era 11,6 secondi d'arco.
Maskelyne pubblicò i suoi risultati iniziali nelle Philosophical transactions of the Royal Society nel 1775, utilizzando i dati preliminari sulla forma della montagna e quindi sulla posizione approssimativa del suo centro di gravità. Questo lo portò ad aspettarsi una deviazione di 20,9 secondi di arco, se la densità media dello Schiehallion e la Terra fossero state uguali. Poiché la deviazione risultò circa la metà di questa, egli fu in grado di fare un annuncio preliminare secondo il quale la densità media della Terra era di circa il doppio di quella dello Schiehallion. Un valore più accurato avrebbe dovuto attendere il completamento del processo di rilievo.
Maskelyne colse inoltre l'occasione per sottolineare che lo Schiehallion mostrava un'attrazione gravitazionale, e quindi tutte le montagne lo facevano; la legge dell'inverso del quadrato della gravitazione di Newton era stata confermata. Da queste osservazioni, Charles Hutton dedusse un valore della densità della Terra pari a 4,5 volte quello della densità dell'acqua (il valore corretto, secondo misurazioni moderne, è pari a 5,515 volte la densità dell'acqua). Una compiaciuta Royal Society assegnò a Maskelyne la Medaglia Copley nel 1775. Il biografo Alexander Chalmers rilevò più tardi: «Se ancora fossero rimasti dei dubbi rispetto alla verità del sistema newtoniano, ora erano stati completamente rimossi».

### Rilievo
Il lavoro della squadra di indagine fu ostacolato dall'inclemenza del tempo e si protrasse fino al 1776 prima di essere completato. Per trovare il volume della montagna fu necessario dividerla in una serie di prismi verticali e calcolare il volume di ciascuno. Il lavoro di triangolazione affidato a Charles Hutton fu notevole: i periti ottennero migliaia di misurazioni su più di un migliaio di punti intorno al picco. Inoltre, i vertici dei prismi non sempre coincidevano convenientemente con le altezze rilevate. Per dare un senso a tutti i suoi dati, ebbe l'idea di interpolare una serie di linee a intervalli prestabiliti tra i suoi valori di misura, marcando i punti di uguale altezza. In tal modo, non solo poteva facilmente determinare le altezze dei suoi prismi, ma dal disegno delle linee poteva avere un'idea immediata della forma del terreno. Hutton aveva inventato le isoipse, oggi in uso comune in cartografia.
| Tabelle delle densità del sistema solare di Hutton | Tabelle delle densità del sistema solare di Hutton | Tabelle delle densità del sistema solare di Hutton |
| Corpo                                              | Densità, kg•m−3                                    | Densità, kg•m−3                                    |
| Corpo                                              | Hutton, 1778                                       | Valore moderno                                     |
| -------------------------------------------------- | -------------------------------------------------- | -------------------------------------------------- |
| Sole                                               | 1 100                                              | 1 408                                              |
| Mercurio                                           | 9 200                                              | 5 427                                              |
| Venere                                             | 5 800                                              | 5 204                                              |
| Terra                                              | 4 500                                              | 5 515                                              |
| Luna                                               | 3 100                                              | 3 340                                              |
| Marte                                              | 3 300                                              | 3 934                                              |
| Giove                                              | 1 100                                              | 1 326                                              |
| Saturno                                            | 410                                                | 687                                                |

Hutton doveva infine calcolare le singole attrazioni dovute a ciascuno dei molti prismi che formavano la sua griglia, un processo laborioso come lo stesso rilievo. Il compito lo occupò per altri due anni prima di poter presentare i suoi risultati; cosa che fece in un documento di cento pagine alla Royal Society nel 1778.
Hutton scoprì che l'attrazione sul filo a piombo da parte della Terra sarebbe stata 9 933 volte quella della somma delle attrazioni della montagna alle stazioni nord e sud, se la densità della Terra e dello Schiehallion fossero state uguali. Poiché la deviazione effettiva di 11,6 secondi di arco implicava un rapporto di 17 804:1 dopo aver considerato l'effetto della latitudine sulla gravità, fu in grado di affermare che la Terra aveva una densità media di {\displaystyle {\tfrac {17804}{9933}}}, o di circa {\displaystyle {\tfrac {9}{5}}} volte la densità media della montagna. Il lungo processo di indagine della montagna non influenzò quindi notevolmente l'esito dei calcoli di Maskelyne. Hutton determinò che la densità dello Schiehallion era di 2 500 kg•m−3, e poté annunciare che la densità della Terra era {\displaystyle {\tfrac {9}{5}}} volte questo valore, o 4 500 kg•m−3. Rispetto al valore attualmente accettato e ottenuto con mezzi moderni di 5 515 kg•m−3, la densità della Terra era stata calcolata con un errore inferiore al 20%. 
Che la densità media della Terra fosse così notevolmente superiore a quello delle sue rocce superficiali significava naturalmente che ci doveva essere del materiale molto più denso che si trovava più in profondità. Hutton ipotizzò correttamente che il materiale del nucleo terrestre fosse probabilmente metallico, e potesse avere una densità di 10 000 kg•m−3. Egli stimò che questa porzione metallica dovesse occupare circa il 65% del diametro della Terra. Con il valore medio della densità media della Terra calcolato, Hutton fu in grado di assegnare alcuni valori assoluti alle densità dei pianeti a partire da quelli indicati sulle tavole planetarie di Jérôme Lalande, che in precedenza si erano potuti esprimere solo in termini relativi.

## Ripetizioni e varianti dell'esperimento
Nonostante Henry Cavendish avesse preso parte alla commissione della Royal Society e fosse stato uno degli artefici principali della progettazione dell'esperimento, il fisico non fu soddisfatto delle procedure messe in atto dai suoi colleghi e del livello di accuratezza delle misurazioni. Cercò quindi per anni un modo per effettuare in laboratorio una misurazione della densità media della Terra, che fosse più diretta e accurata. Nel 1798, 24 anni dopo lo Schiehallion, riuscì nell'impresa utilizzando una bilancia di torsione estremamente sensibile, per misurare l'attrazione tra grandi masse di piombo. Il valore ottenuto da Cavendish di 5 448 ± 33 kg•m−3 si discostava solo dell'1,2% dal valore attualmente accettato di 5 515 kg•m−3. Il suo risultato non sarebbe stato significativamente migliorato fino al 1895, quando Charles V. Boys ottenne un valore di 5 527 kg•m−3 con lo stesso dispositivo sperimentale di Cavendish ma migliorato con l'utilizzo di fibre di quarzo molto sottili.
John Playfair effettuò una seconda indagine allo Schiehallion nel 1811; considerando che gli strati di roccia della montagna fossero composti da materiali differenti, egli suggerì una densità della Terra compresa tra 4 560 e 4 870 kg•m−3, sebbene il già anziano Hutton difendesse vigorosamente il valore originale in un documento del 1821 indirizzato alla Society i calcoli di Playfair avevano ottenuto un valore della densità molto più vicino a quello moderno, ma questo era ancora troppo basso e significativamente più impreciso di quello calcolato negli anni precedenti da Cavendish.

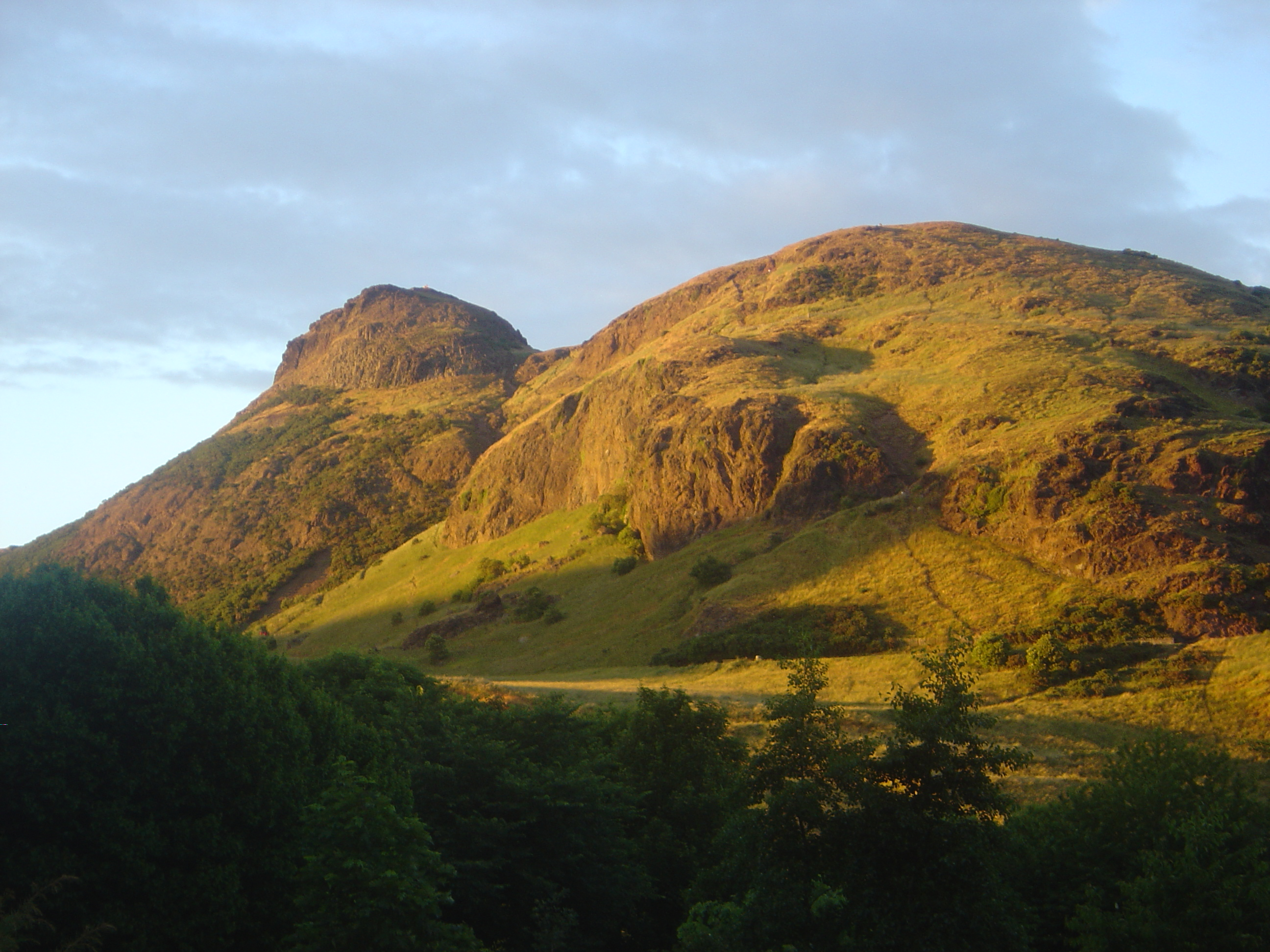
Il sito dell'esperimento di Henry James del 1856

L'esperimento dello Schiehallion fu ripetuto nel 1856 da Henry James, direttore generale dell'Agenzia Britannica di mappatura, che però utilizzò la collina Arthur's Seat nel centro di Edimburgo. Con le considerevoli risorse della Ordnance Survey a sua disposizione, James poté estendere il suo rilievo topografico per un raggio di 21 chilometri, portandolo fino ai confini del Midlothian. Egli ottenne una densità di circa 5 300 kg•m−3.
Nel 2005 si realizzò una variazione dell'esperimento del 1774: invece di calcolare le differenze locali nello zenit, l'esperimento fu svolto facendo un confronto molto accurato del periodo di un pendolo sia nella parte superiore sia in quella inferiore dello Schiehallion. Il periodo di un pendolo è una funzione di g, l'accelerazione gravitazionale. Il pendolo dovrebbe funzionare più lentamente in quota, ma la massa della montagna agirà per ridurre questa differenza. Questo esperimento aveva il vantaggio di essere molto più facile da condurre di quello del 1774 ma, per ottenere la precisione desiderata, era necessario misurare il periodo del pendolo con un errore inferiore a una parte su un milione. L'esperimento produsse un valore per la massa della Terra pari a 8,1 ± 2,4{\displaystyle \times }1024 kg, corrispondente a una densità media di 7 500 ± 1 900 kg•m−3 con un intervallo di incertezza di 2,4 x 1024kg, restituendo un valore coerente con la massa effettiva della Terra di 5,98 x 1024 kg.
Un moderno riesame dei dati geofisici fu in grado di tener conto di elementi che la squadra del 1774 non poteva considerare. Con il beneficio di un modello digitale di elevazione del raggio di 120 km, si migliorò notevolmente la conoscenza della geologia dello Schiehallion e, con l'ausilio di un moderno calcolatore, una relazione del 2007 diede come risultato una densità media della Terra pari 5 480 ± 250 kg•m−3. Comparandolo al moderno risultato di 5 515 kg•m−3, si testimoniava l'estrema precisione delle osservazioni astronomiche di Maskelyne.

## Procedimento matematico

Diagramma di forza dell'esperimento dello Schiehallion

Si faccia riferimento al diagramma di forza a destra, nel quale per semplicità di analisi è stata enormemente esagerata la deviazione del pendolo ed è stata considerata l'attrazione di un solo lato della montagna. Un pendolo di massa {\displaystyle m} è collocato a una distanza {\displaystyle d} dal centro di gravità {\displaystyle P} della montagna di massa {\displaystyle M_{M}} e densità {\displaystyle \rho _{M}}. Esso viene deviato di un piccolo angolo {\displaystyle \theta } dovuto all'attrazione {\displaystyle F} verso {\displaystyle P} e dal suo peso {\displaystyle W} che punta al centro della Terra. Il vettore somma delle forze {\displaystyle W} e {\displaystyle F} risulta avere modulo uguale a quello della tensione {\displaystyle T} della corda che sostiene il pendolo. La Terra possiede una massa {\displaystyle M_{T}}, raggio {\displaystyle r_{T}} e densità {\displaystyle \rho _{T}}.
Le due forze gravitazionali esercitate sul pendolo sono date dalla legge di gravitazione universale di Newton:
{\displaystyle F={\frac {G\,m\,M_{M}}{d^{2}}},\quad W={\frac {G\,m\,M_{T}}{r_{T}^{2}}}}
dove {\displaystyle G} è la costante di gravitazione universale. Si prenda ora in considerazione il quoziente {\displaystyle {\tfrac {F}{W}}}; osservando che {\displaystyle G} e {\displaystyle m} possono essere eliminate, si ottiene:
{\displaystyle {\frac {F}{W}}={\frac {(G\,m\,M_{M})\,/\,d^{2}}{(G\,m\,M_{T})\,/\,r_{T}^{2}}}={\frac {M_{M}}{M_{T}}}{\left({\frac {r_{T}}{d}}\right)}^{2}={\frac {\rho _{M}}{\rho _{T}}}{\frac {V_{M}}{V_{T}}}{\left({\frac {r_{T}}{d}}\right)}^{2}}
dove {\displaystyle V_{M}} e {\displaystyle V_{T}} sono i volumi della montagna e della Terra, rispettivamente. In una situazione di equilibrio, le componenti verticali e orizzontali della tensione della corda {\displaystyle T} possono essere messe in relazione con le forze gravitazionali e con l'angolo di deviazione {\displaystyle \theta }:
{\displaystyle W=T\cos \theta ,\quad F=T\sin \theta }
Sostituendo si desume che:
{\displaystyle \tan \theta ={\frac {F}{W}}={\frac {\rho _{M}}{\rho _{T}}}{\frac {V_{M}}{V_{T}}}{\left({\frac {r_{T}}{d}}\right)}^{2}}
Noti i valori di {\displaystyle V_{T}}, {\displaystyle V_{M}}, {\displaystyle d} e {\displaystyle r_{T}}, misurando l'angolo di deviazione {\displaystyle \theta } e la distanza {\displaystyle d} si può determinare un valore per il rapporto {\displaystyle {\tfrac {\rho _{T}}{\rho _{M}}}}, come si voleva:
{\displaystyle {\frac {\rho _{T}}{\rho _{M}}}={\frac {V_{M}}{V_{T}}}{\left({\frac {r_{T}}{d}}\right)}^{2}{\frac {1}{\tan \theta }}}